# モーカイナム県

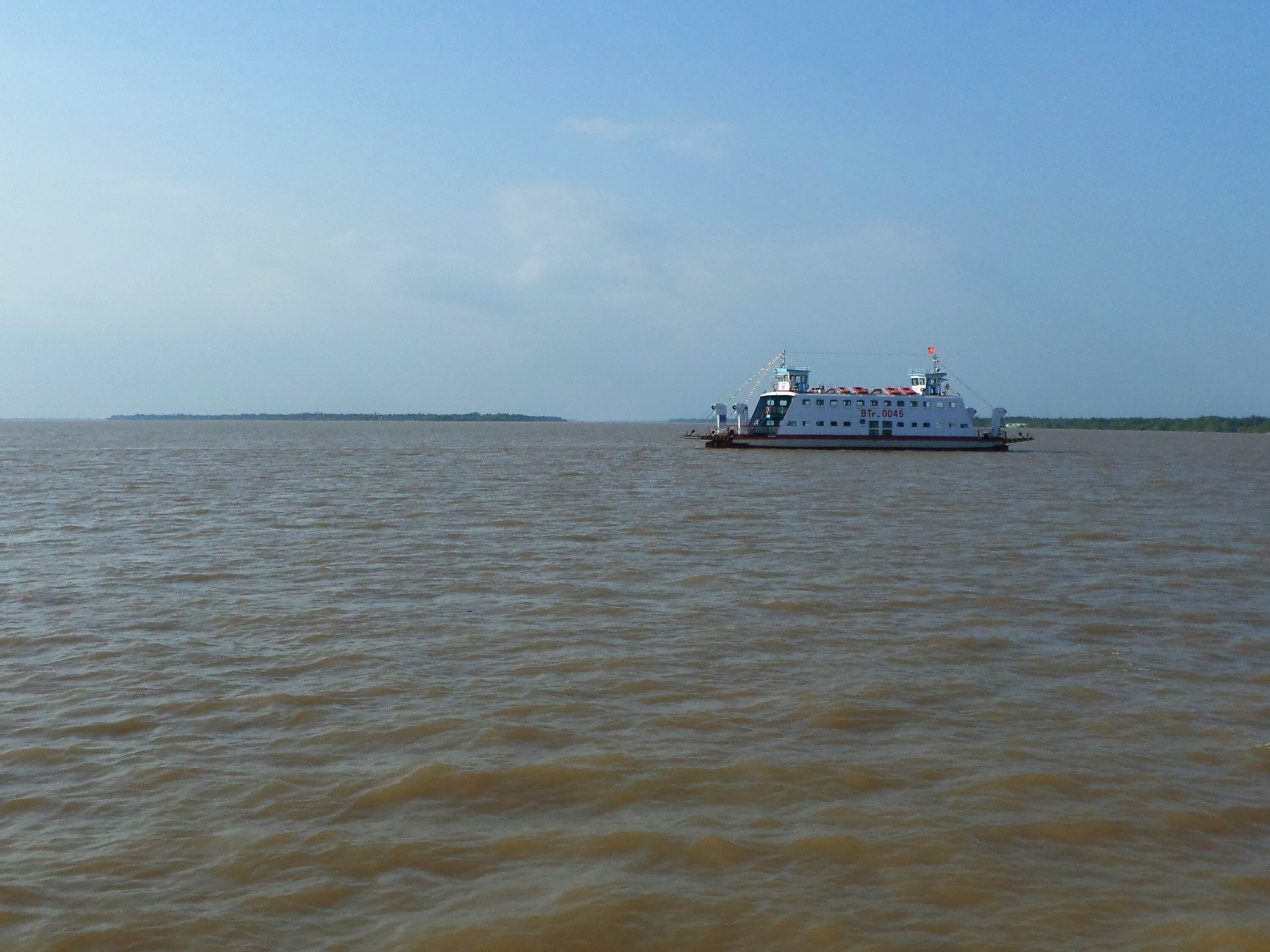
成泰A

モーカイナム県（モーカイナムけん、ベトナム語：Huyện Mỏ Cày Nam / 縣㖼𦓿南?）は、ベトナム社会主義共和国ベンチェ省の県。面積は219.88km²、人口は186,470人（2015年）である。

## 行政区画
1市鎮16社から構成される。